# Peñarol Mar del Plata
Le Club Atlético Peñarol de Mar del Plata est un club argentin de basket-ball fondé en 1922 évoluant en Liga Nacional de Básquetbol, soit le plus haut niveau du championnat argentin. Le club est basé dans la ville de Mar del Plata. 

## Palmarès
- Champion d'Argentine : 1994

## Entraîneurs successifs
- 1922-1987 :  ?
- 1987-1988 :  Horacio Seguí
- 1988-1991 :  ?
- 1991-1992 :  Miguel Volcán Sánchez
- 1992-1995 :  Néstor García
- 1996-1999 :  Marcelo Plá
- 1999 :  Carlos Romano
- 2000-2002 :  Carlos Romano
- 2002-2003 :  Marcelo Richotti
- 2003 :  Silvio Santander
- 2003-2004 :  Daniel Rodríguez
- 2004 :  Osvaldo Echevarría
- 2004-2006 :  Guillermo Narvarte
- 2006-2007 :  Carlos Romano
- 2007-2013 :  Sergio Hernández
- 2013-2015 :  Fernando Rivero
- 2015-2016 :  Sergio Hernández
- 2016-2017 :  Marcelo Richotti
- 2017- :  Leonardo Gutiérrez